# Khorixas (Wahlkreis)
Der Wahlkreis Khorixas ist ein Wahlkreis im Süden der Region Kunene in Namibia. Er hat 15.000 Einwohner (Stand 2023) auf einer Fläche von 21.328 Quadratkilometern.
Wahlkreissitz ist die gleichnamige Gemeinde Khorixas.

## Wahlen
| Wahl | Name                     | Partei | Stimmenanteil |
| ---- | ------------------------ | ------ | ------------- |
| 1992 | Simson Tjongarero        | UDF    | 59,4 %        |
| 1998 | Simson Tjongarero        | UDF    | 60,4 %        |
| 2004 | Sebastian ǃGobsKlicklaut | UDF    | 60,2 %        |
| 2010 | Sebastian ǃGobs          | UDF    | 59,7 %        |
| 2015 | Elias Xoagub             | SWAPO  | 55,9 %        |
| 2020 | Sebastian ǃGobs          | UDF    | 42,4 %        |